# Hoogheemraadschap van Delfland
Het Hoogheemraadschap van Delfland is een van de eenentwintig waterschappen die Nederland telt. Het kantoor is gevestigd in het Gemeenlandshuis in Delft.

## Taken van het Hoogheemraadschap
Het Hoogheemraadschap heeft als voornaamste taken:
- Zorgen voor voldoende water
- Zorgen voor schoon water
- Zorgen dat de dijken veilig zijn en er geen overstromingen plaatsvinden
- Zuiveren van het afvalwater.[1]

### Waterbeheer
Het Hoogheemraadschap bepaalt het waterpeil in sloten en plassen, en daarmee ook hoe hoog het grondwaterpeil staat. Grasland mag niet uitdrogen, maar iedereen wil droge voeten blijven houden. Het Hoogheemraadschap regelt die zaken, zodat de mensen tevreden blijven.

### Waterkering
In de rivierdelta van de Rijn, het gebied waarin het Hoogheemraadschap verantwoordelijk is voor de waterkering, kan het overstromingsgevaar van twee kanten komen: de Noordzee (die tijdens de Watersnood van 1953 toesloeg), en het rivierwater uit met name de Nieuwe Waterweg, zoals in de jaren negentig.

### Waterkwaliteit
Het Hoogheemraadschap zorgt ervoor dat het oppervlaktewater zo min mogelijk vervuild wordt. Daarvoor heeft het afvalwaterzuiveringsinstallaties, die het afvalwater zuiveren voordat het wordt geloosd.
De installaties staan in Den Haag, Harnaschpolder in de gemeente Midden-Delfland, Hoek van Holland, Vlaardingen en Berkel en Rodenrijs.

## Gebied
Het gebied waarbinnen Delfland zijn taken uitoefent, wordt begrensd door de Noordzee, de Nieuwe Waterweg en de lijn Berkel en Rodenrijs, Zoetermeer en Wassenaar. Van oudsher werd de grens met het Hoogheemraadschap Rijnland gevormd door de Landscheidingsweg, die zijn naam hieraan ontleent.
Het smalste deel van de duinen van het Hoogheemraadschap draagt de naam De Banken.
Op 41.000 hectare wonen en werken bijna 1,4 miljoen mensen en zijn zo'n 40.000 bedrijven gevestigd. Daarmee is het gebied van Delfland een van de dichtstbevolkte en meest geïndustrialiseerde gebieden van Nederland. Het gebied staat bovendien bekend om zijn intensieve glastuinbouw.

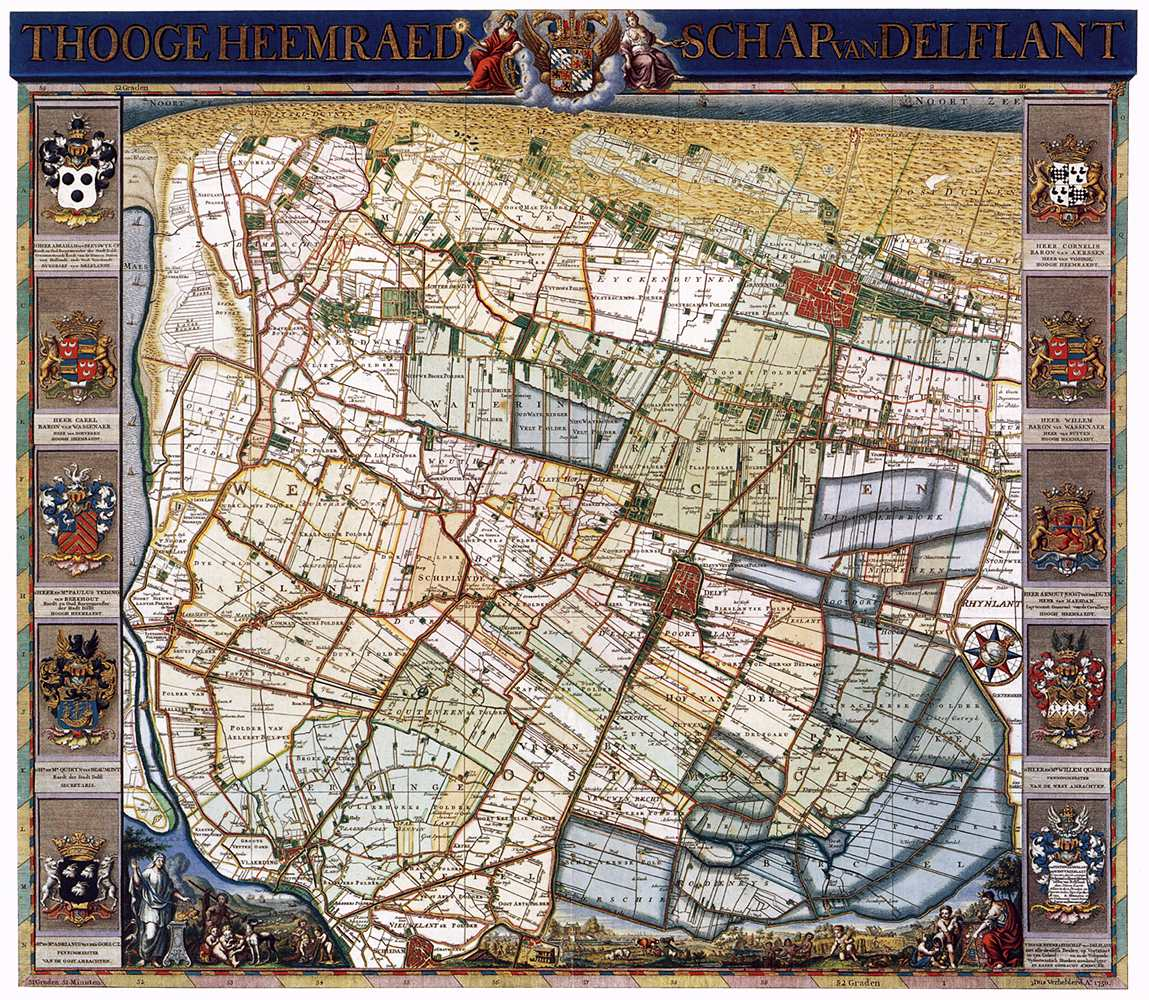
Kaart uit 1712 van Delflant door N. en J. Kruikius
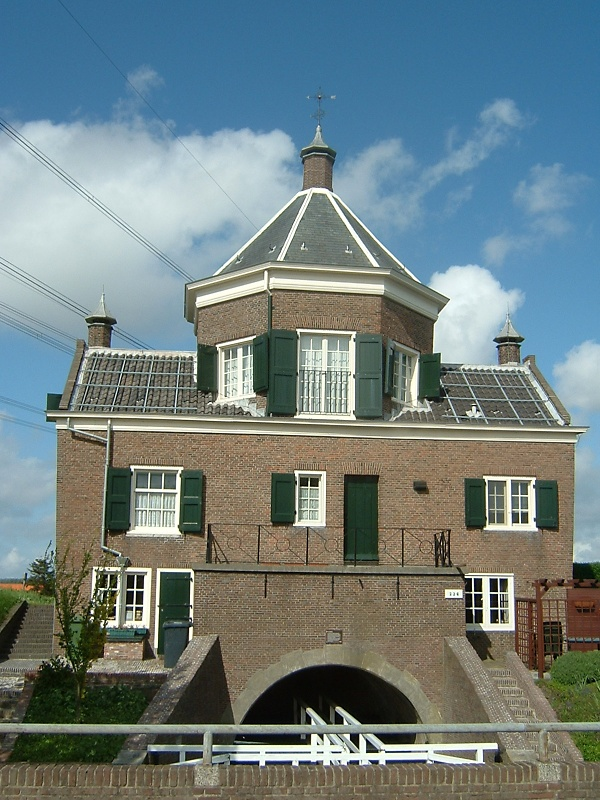
De Oranjesluis in 's-Gravenzande
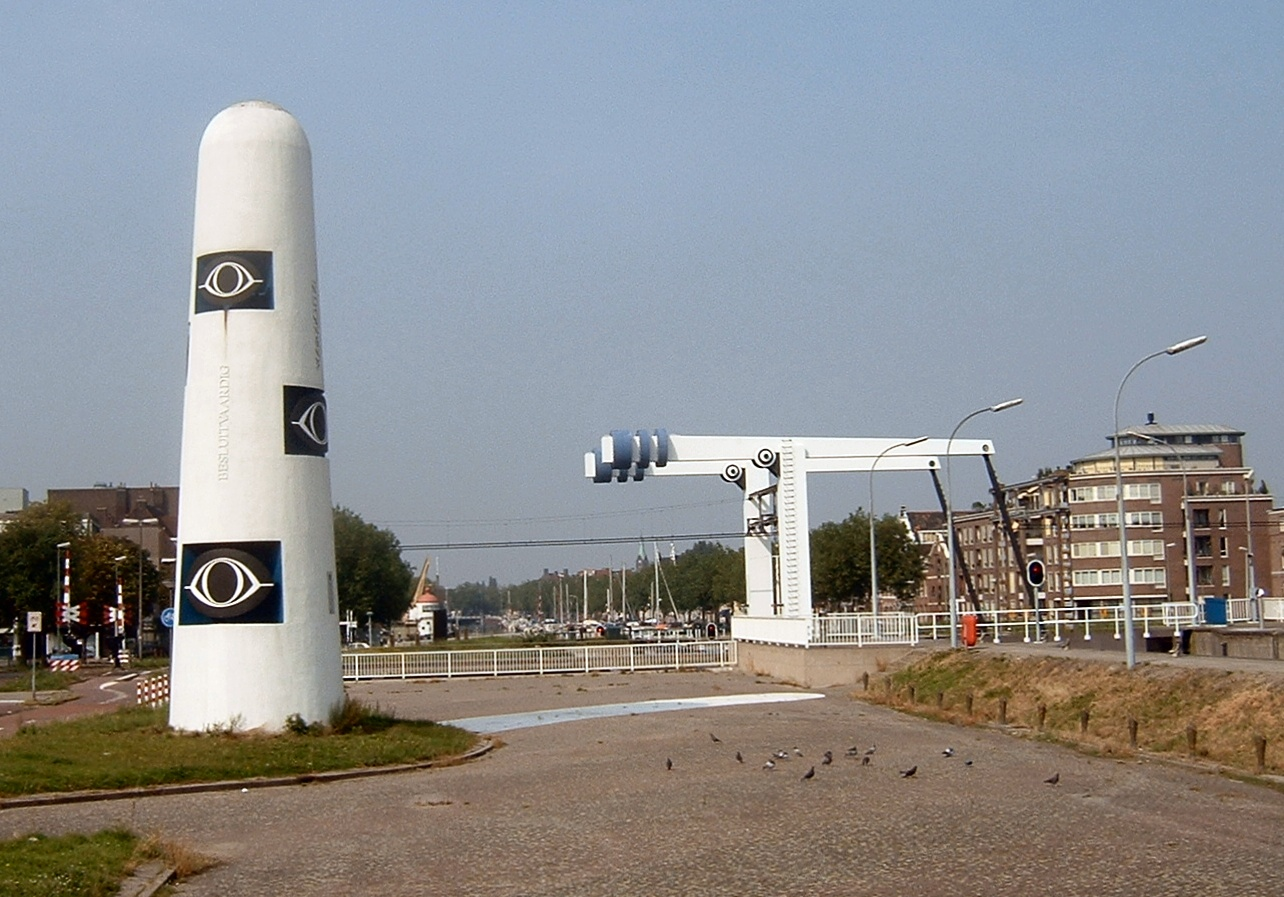
Monument in Vlaardingen geplaatst bij de voltooiing van de Delflandse Buitensluis als sluitstuk van de waterkering langs de Nieuwe Waterweg

## Geschiedenis
Delfland waterde vroeger op een natuurlijke manier af op de Maas via getijdekreken en veenriviertjes. Na overstromingen in de 12e eeuw werd begonnen de Maasoever te bedijken en uiteindelijk werd ook de natuurlijke afwatering via de Lee afgesloten. In de Maasdijk werden verschillende sluizen gebouwd die bij eb werden geopend. Omdat afwatering een gezamenlijk verantwoordelijkheid was werden kleinere waterschappen samengevoegd. Het hoogheemraadschap van Delfland werd in 1289 gesticht door graaf Floris V.
Het is ontstaan uit de waterschappen De Geestambachten ten westen van Delft en De Zeven Ambachten ten oosten van Delft. (Het gebied van het baljuwschap Delfland was aanzienlijk kleiner.) Deze twee groepen ambachten waren:
- Monster, Naaldwijk, Rijswijk, Voorburg en Wateringen, die samen de Geestambachten vormden, en
- Vlaardinger-Ambacht, Maasland, Schipluiden, Hof van Delft, Vrijenban, Pijnacker, Kethel en Berkel: de Zeven Ambachten. Wie goed telt, ziet dat de ‘Zeven Ambachten’ er eigenlijk acht waren; Vlaardinger-Ambacht en Schipluiden werden samen als één ambacht beschouwd.

In 1319 kregen de heemraden van Delfland van graaf Willem III van Holland het recht van verhoefslaging waarmee het waterschap Delfland een feit was. 
Door ontginning begon het veen te oxideren en in te klinken. Langs de gegraven kanalen werden kades opgeworpen om te voorkomen dat het land bij hoogwater vanuit de boezem overstroomde. De polders waterden via sluisjes en duikers bij laagwater af op de boezem. In de 15e eeuw was inklinking in Delfland zo ver gevorderd dat het noodzakelijk werd om met molens het polderwater in de boezem te scheppen. Aanvankelijk waren dat molens op hand- of paardenkracht, maar in 1408 bezochten vertegenwoordigers van Delfland een windwatermolen in Alkmaar. De eerste windwatermolen in Delfland werd daarna vermoedelijk in Schipluiden gebouwd.

### Wapen
Het wapen van het Hoogheemraadschap is sinds de zestiende eeuw in gebruik en is afgeleid van het wapen van Hertog Albrecht van Beieren, die van 1358-1404 graaf van Holland en Zeeland was. Het wapen toont een gevierendeeld schild, met in I en IV de ruiten van Beieren, en in II en III de gevierendeelde Hollandse en Henegouwse leeuwen. Men koos voor dit oude wapen omdat graaf Albrecht het hoogheemraadschap privileges heeft toegekend, maar ook omdat het voeren van een oud wapen statusverhogend was. Tot de invoering van een eigen wapen was het voor waterschappen gebruikelijk om familiewapens van de bestuurders te voeren. Deze wapens zijn vaak nog zichtbaar op gedenkstenen die in sluizen, gemalen e.d. zijn ingemetseld.

## Opgeheven en inliggende waterschappen

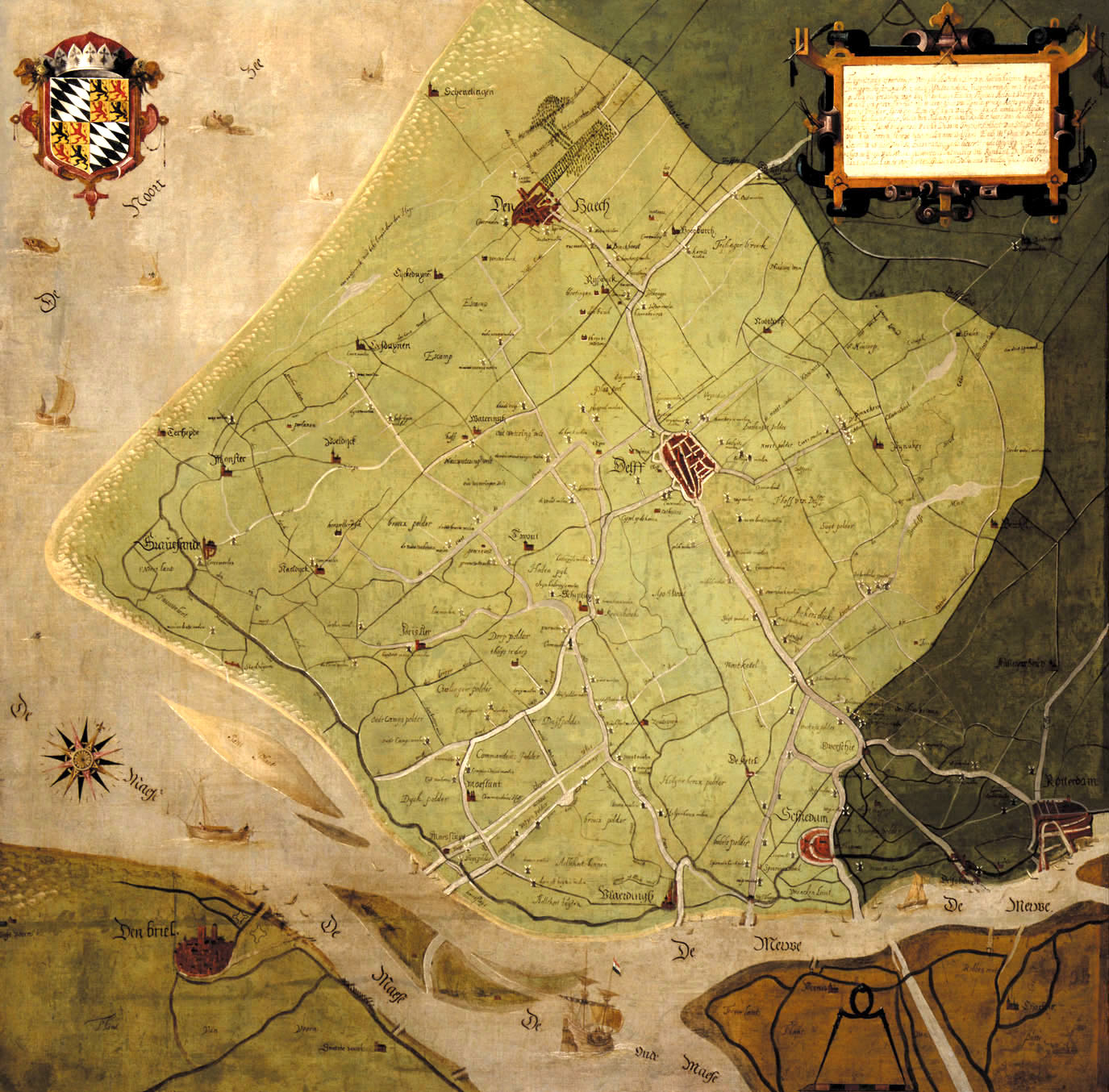
Kaart uit 1606 door Mathijs de Been van Wena

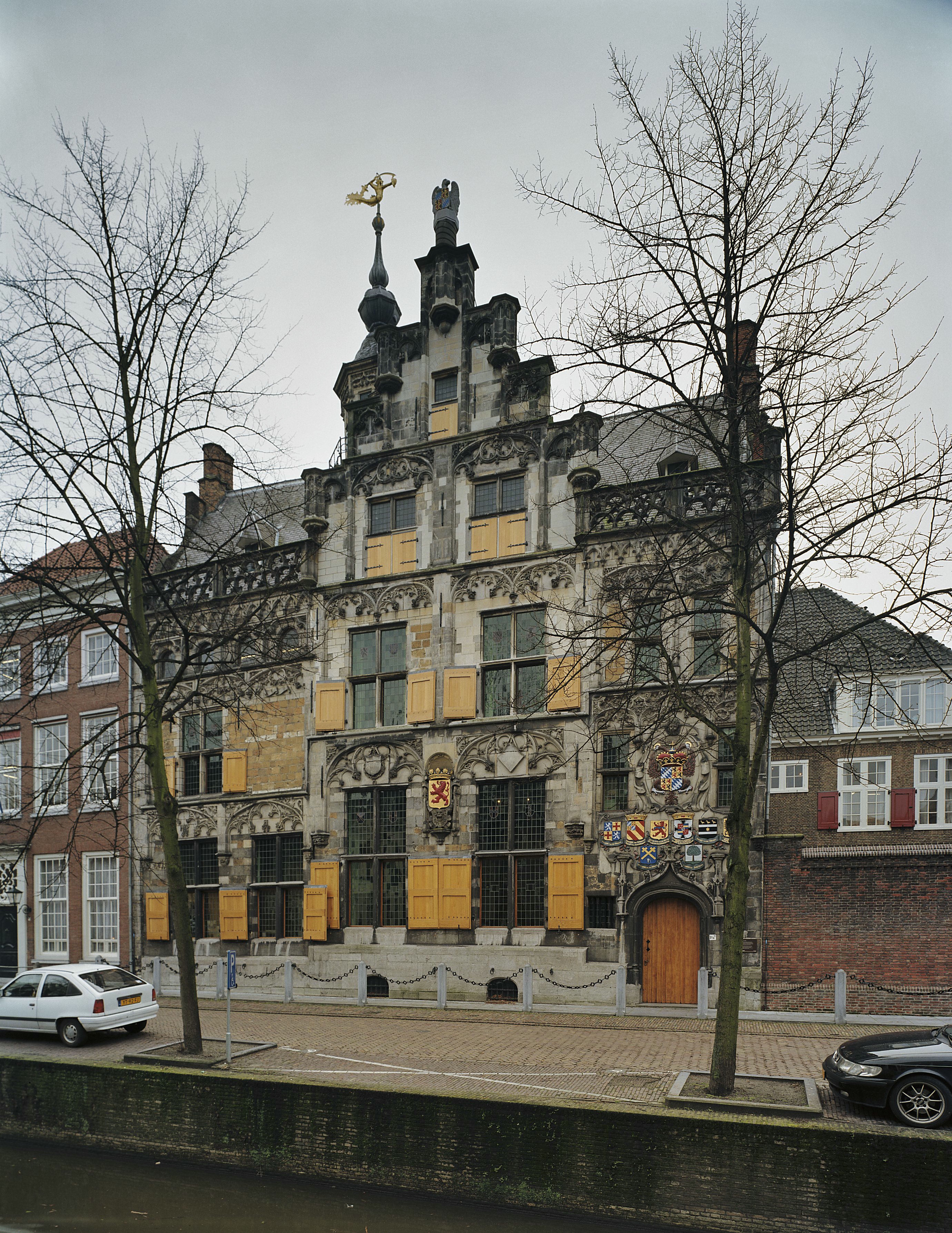
Gemeenlandshuis in Delft

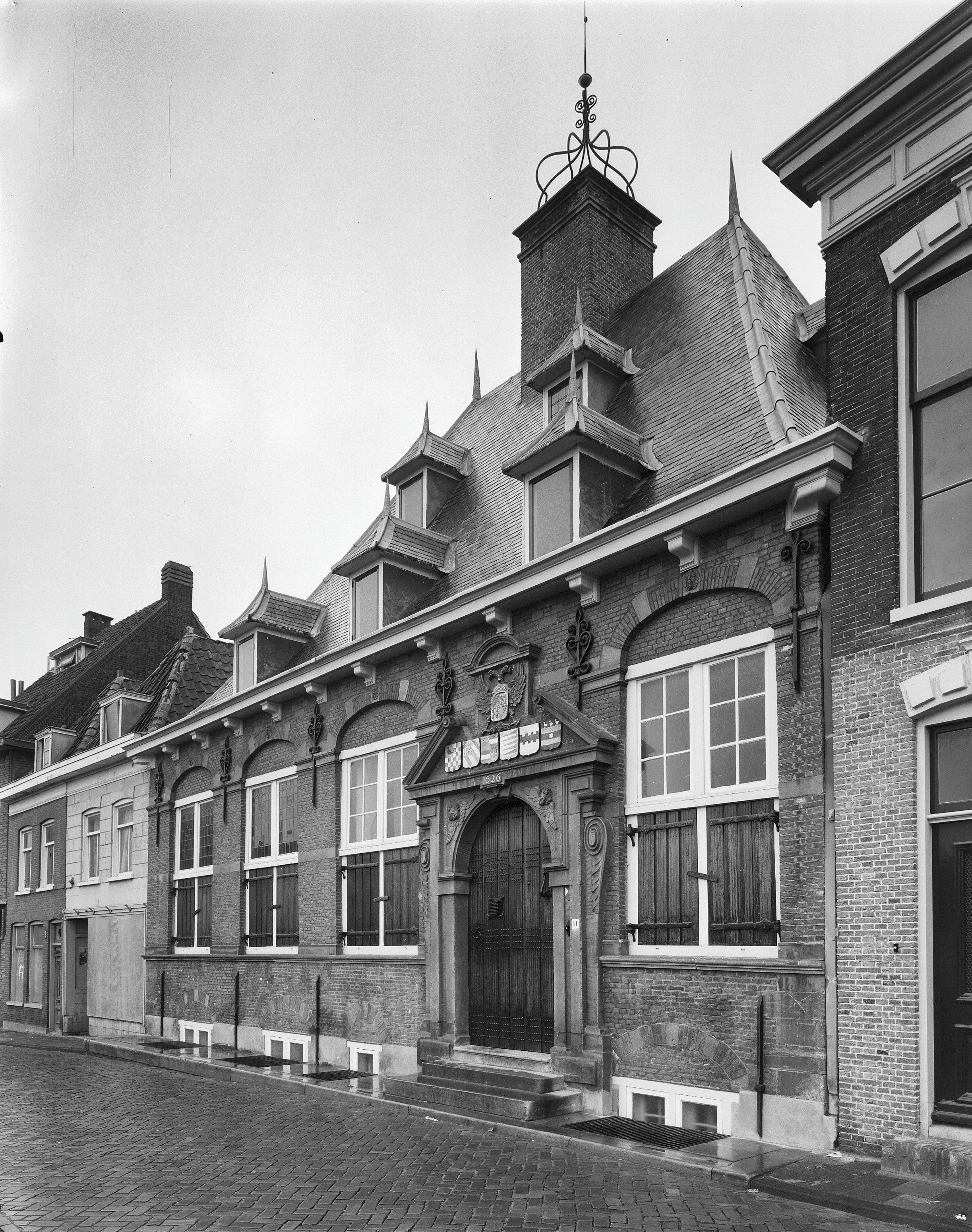
Tot 2010 was het Gemeenlandshuis in Maassluis het hoofdkantoor.

Het Hoogheemraadschap van Delfland was een overkoepelend waterschap, waarin een groot aantal kleinere waterschappen heeft gelegen. Deze waterschappen waren zelfstandig maar vielen óf onder Rijnland, óf waren sterk afhankelijk van Delfland, dit waren de inliggende waterschappen. De volgende inliggende en opgeheven waterschappen vallen onder het huidige gebied van Delfland (niet alle kleine waterschappen zijn opgenomen, deze kunnen gevonden worden via de latere waterschappen):
- De Aalkeet-Binnenpolder
- De Aalkeet-Buitenpolder
- De Akkerdijksche polder
- De Babberspolder
- De Bezuidenhoutsche Veenpolder
- De Bieslandse Bovenpolder
- De Binkhorstpolder
- De Boschpolder
- De Bovenveenpolder
- De Broekpolder onder Rijswijk
- De Broekpolder onder Vlaardingen en Maasland
- De Commandeurspolder
- De Gecombineerde Oost- en West-Eskamppolders
- De Dijkpolder (Maasland)
- De Dijkpolder (Monster)
- De Dorppolder
- De Duifpolder
- De Eshofpolder
- De Eskamppolder
- De Foppenpolder
- De Gemeenschappelijke Stoombemaling van den Ouden en den Nieuwen Broekpolder onder Naaldwijk
- De Groeneveldse polder
- De Groote Vettenoordsche polder
- De Hargpolder
- De Harnaschpolder
- De Heen- en Geestvaartpolder
- De Hoefpolder
- De Hoekpolder
- De Hoge Broekpolder
- De Holierhoekse- en Zouteveense polder
- De Holierhoekse polder
- De Hooge Abtwoudsche polder
- De Kerkpolder
- De Klaas Engelbrechtspolder
- De Klein-Babberspolder
- De Kleine Vettenoordsche polder
- De Klein-Plaspoelpolder
- De Kralingerpolder
- De Lage Abtwoudsche polder
- De Lage Broekpolder
- De Nieuwe - of Drooggemaakte Polder van Pijnacker
- De Nieuwe Broekpolder onder Rijswijk
- De Nieuwe Broekpolder onder Naaldwijk
- De Nieuwlandsche polder
- De Noord-Kethelpolder
- De Noordpolder
- De Noordpolder van Delfgauw
- De Oost-Abtspolder
- De Oost-Eskamppolder
- De Oranjepolder
- De Oud- en Nieuw Wateringveldsche polder
- De Oude - en Nieuwe Broekpolder
- De Oude Broekpolder onder Rijswijk
- De Oude Broekpolder onder Naaldwijk
- De Oude Campspolder
- De Oude Lierpolder
- De Oude Polder van Pijnacker
- De Plaspoel- en Schaapweipolder
- De Plaspoelpolder
- De Poelpolder
- Polder Berkel
- Polder het Nieuwland
- Polder het Noordland
- Polder het Nieuwland en Noordland
- Polder Het Oudeland
- Polder Het Waalblok
- Polder Klein-Vrijenban
- Polder Oostmade
- Polder Schieveen
- Polder van Nootdorp
- Polder Vockestaert
- Polder Zwartenhoek
- De Schaapweipolder
- De Sluispolder
- De Steendijkpolder
- De Tedingerbroekpolder
- De Uithofspolder
- De Veen- en Binkhorstpolder
- De Veenpolder
- De Vereenigde Groote en Kleine Vettenoordsche-, West- en Oost- en Zevenmanspolder
- De Vlietpolder
- De Voordijkshoornse polder
- De West- en Oostpolder
- De West-Abtspolder
- De West Eskamppolder
- De Westmadepolder
- De Wippolder
- De Woudse Droogmakerij
- De Zevenmanspolder
- De Zouteveense polder
- De Zuidpolder van Delfgauw
- De Zusterpolder
- De Zwarte-polder